# Ciao divertiti/Come un bambino
Ciao divertiti/Come un bambino è il primo singolo del cantautore Gianni Davoli pubblicato nel 1967.

## Descrizione
Il disco contiene le prime due canzoni d'esordio del cantautore romano Gianni Davoli, il quale le ha create scrivendo musica e parole insieme a Ezio Leoni e Cesare Gigli, figlio di Silvio. Il cantautore ha pubblicato questo 45 giri esordendo all'etichetta discografica Det nel 1967.

## Tracce
1. Ciao divertiti - 2:33 (E.Leoni, C.Gigli, G.Davoli)
2. Come un bambino - 2:33 (E.Leoni, C.Gigli, G.Davoli)